# Wyspa Niedźwiedzia
Wyspa Niedźwiedzia (norw. Bjørnøya [ˈbjøːɳøja]) – arktyczna wyspa należąca do Norwegii, stanowi najdalej na południe wysuniętą część Svalbardu. Jest położona w zachodniej części Morza Barentsa, mniej więcej w połowie drogi między Spitsbergenem a Przylądkiem Północnym. Wyspę odkryli i nazwali Willem Barents i Jacob van Heemskerk 10 czerwca 1596 roku.

## Warunki naturalne

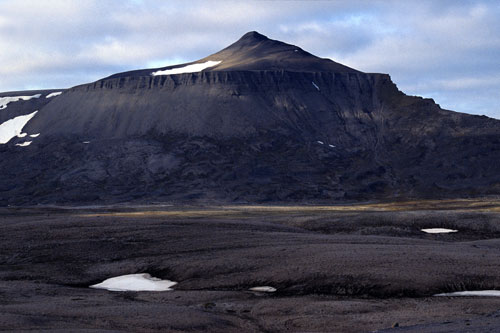
Góra Miseryfjellet

Wyspa liczy 178 km² powierzchni, ma wymiary około 20 na 15 km. Na wyspie znajduje się około 740 jezior; najgłębsze, Ellasjøen, liczy 43 m głębokości. Na wyspie znajdują się złoża węgla i ołowiu, znane od XVII wieku. Przez większą część roku Wyspa Niedźwiedzia leży na południe od granicy lodu pływającego; od lutego do kwietnia przeważnie ta osiąga wyspę. Średnia temperatura w marcu (najzimniejszy miesiąc) wynosi -7 °C, zaś w sierpniu (najcieplejszy miesiąc) – 5,2 °C. Przez 178 dni w roku wiatr wieje z siłą przynajmniej 6 w skali Beauforta. Najwyższym szczytem jest Miseryfjellet, osiąga 536 m n.p.m.

## Fauna
Jedynym ssakiem wyspy jest piesiec (Vulpes lagopus). Niekiedy odwiedzają ją niedźwiedzie polarne (Ursus maritimus). W niektórych jeziorach występuje golec zwyczajny (Salvelinus alpinus).
Od 2000 roku BirdLife International uznaje wyspę za ostoję ptaków IBA. Wymienia 13 gatunków, które zaważyły na tej decyzji. Spośród nich jeden – lodówka (Clangula hyemalis) jest zagrożony, pozostałe to gatunki najmniejszej troski. Należą do nich dwie gęsi – krótkodzioba (Anser brachyrhynchus) i bernikla białolica (Branta leucopsis), jeden rurkonosy – fulmar zwyczajny (Fulmarus glacialis), siewkowce – biegus morski (Calidris maritima), płatkonóg płaskodzioby (Phalaropus fulicarius), mewa blada (Larus hyperboreus), mewa trójpalczasta (Rissa tridactyla), alczyk (Alle alle), nurzyk zwyczajny (Uria aalge), nurzyk polarny (Uria lomvia), nurnik zwyczajny (Cepphus grylle) i jeden wróblowy – śnieguła zwyczajna (Plectrophenax nivalis).